# Ctenotus orientalis
Espèce
Synonymes
- Ctenotus uber orientalis Storr, 1971

Ctenotus orientalis est une espèce de sauriens de la famille des Scincidae.

## Répartition
Cette espèce est endémique d'Australie. Elle se rencontre en Australie-Occidentale, dans le Territoire du Nord, au Queensland, au Victoria et en Nouvelle-Galles du Sud.

## Publication originale
- Storr, 1971 : The genus Ctenotus (Lacertilia: Scincidae) in South Australia. Records of the South Australian Museum, vol. 16, no 6, p. 1-15 (texte intégral).